# Kostlínovití
Kostlínovití (Lepisosteidae) jsou jediná žijící čeleď řádu mnohokostnatých paprskoploutvých ryb kostlínů (Lepisosteiformes). Zahrnuje pouze dva recentní rody a několik rodů vyhynulých.
Následující taxonomický výčet je aktuální k červnu 2025:
- † Nhanulepisosteus Brito, Alvarado-Ortega & Meunier, 2017[1]
- † Britosteus Martinelli et al., 2025[2]
- † Masillosteus Micklich & Klappert, 2001[3]
- † Cuneatus Grande, 2010[4]
- tribus Lepisosteini
  - † Herreraichthys Alvarado-Ortega et al., 2016[5]
  - † Grandemarinus Cooper et al., 2023[6]
  - † Oniichthys Cavin & Brito, 2001[7]
  - Atractosteus Rafinesque, 1820 (= Litholepis Rafinesque, 1818)[8]
  - Lepisosteus Lacepède, 1803 (= Cylindrosteus Rafinesque, 1820; Psalidostomus Minding, 1832; Sarchirus Rafinesque, 1818)[8]

Kostlínovití se přirozeně vyskytují v jihovýchodní Severní Americe, v pevninské Střední Americe a na Kubě. Zejména během křídy a paleogénu však čeleď vykazovala širší areál rozšíření na severní a částečně i na jižní polokouli. Relativně hojně – i když nerovnoměrně – se kostlínovití objevují například i ve fosilním záznamu z evropské křídy, kde zřejmě žili také zástupci dnes žijících rodů Lepisosteus a Atractosteus. Kostlínovití původně představovali čistě mořské ryby, sladkovodní ekosystémy zřejmě kolonizovali během spodní křídy. Jak však dokazuje rod Grandemarinus, mořští zástupci existovali ještě ve svrchní křídě.